# Théo Lucien
Pour les articles homonymes, voir Lucien.
Théo Lucien, né le 22 octobre 2001, est un taekwondoïste français.

## Carrière
Théo Lucien remporte la médaille de bronze dans la catégorie des moins de 68 kg aux Championnats d'Europe 2022 à Manchester.